# Green Valley (Arizona)
Green Valley ist ein Census-designated place im Pima County im US-Bundesstaat Arizona. Das U.S. Census Bureau hat bei der Volkszählung 2020 eine Einwohnerzahl von 22.616 ermittelt.
Green Valley hat eine Fläche von 68,0 km². Durch das Stadtgebiet verläuft die Interstate 19.
In Green Valley befindet sich das Titan Missile Museum, ein von 1963 bis 1992 in Bereitschaft befindliches Raketensilo für eine Titan-II-Interkontinentalrakete.